# Xyris bancana
Xyris bancana là một loài thực vật hạt kín trong họ Hoàng đầu. Loài này được Miq. miêu tả khoa học đầu tiên năm 1861.